# Māris Liepa
Māris Liepa, de son vrai nom Māris Rūdolfs Liepa, né le 27 juillet 1936 à Riga et mort le 26 mars 1989 à Moscou, est un danseur et chorégraphe soviétique d'origine lettonne. Il était danseur étoile au Ballet du Bolchoï où son plus grand rôle fut celui de Crassus dans le ballet Spartacus, pour lequel il a reçu l'Ordre de Lénine en 1970.
Il est le père des danseurs Ilze et Andris Liepa.

## Carrière

### Ascension
Après avoir étudié à l'école de ballet de l'opéra de Riga en Lettonie, il intègre l'école chorégraphique de Moscou dont il est diplômé en 1955, avec mention.
Il retourne en Lettonie à la demande du ministère de la Culture où il se produit sur la scène du théâtre d'Opéra. Au mois de décembre 1955, il participe à la "Décade culturelle lettonne" à Moscou où son interprétation de Tots dans le ballet Sakta de liberté (d'après la pièce de J.Rainis Spēlēju, dancoju) attire l'attention de Maïa Plissetskaïa qui l'invite à participer à sa tournée de Budapest au mois de mars 1956. Il y interprète le Prince Siegfried dans le Le Lac des cygnes (de Gorski-Messerer) et Vaslav dans La Fontaine de Bakhtchisaraï (de R.Zakharov).
À son retour à Riga, il incarne de nouveau le Prince Siegfried du Lac des Cygnes dans sa version classique d'Ivanov-Petipa. Ce sera sa dernière apparition sur scène de sa ville natale. Liepa rejoint la compagnie de ballet de Théâtre Stanislavsky à Moscou, en 1956.
En 1957, il obtient une médaille d'or au concours de danse classique lors du VIe Festival mondial de la jeunesse et des étudiants à Moscou.
Il est invité au Bolshoï en 1960 à l'initiative du maître de ballet Leonid Lavrovski.
Son répertoire inclut les rôles dans Le Lac des cygnes, La Belle au bois dormant, Raymonda, Don Quichotte, La Sylphide et Romeo et Juliette de Leonid Lavrovski. Il était également Ferhad dans La Légende de l'amour de Iouri Grigorovitch et Vronski dans Anna Karenine,.
Passionné des Ballets russes de Serge de Diaghilev, Liepa collecte pendant de nombreuses années les documents sur les Saisons russes à Paris et, en 1966 il remonte au Bolchoï "Le Spectre de la rose" reprenant la chorégraphie de Michel Fokine sur la musique de Weber.
La consécration vient en 1968, avec son Crassus dans la version de Spartacus de Iouri Grigorovitch. Ce rôle a été mise au point par Grigorovitch spécialement pour Liepa. Dans toutes les versions précédentes de Spartacus Crassus était un personnage secondaire. Ainsi, au départ, Vassiliev et Liepa devaient interpréter à tour de rôle le seul héros principal. La prédestination de Liepa pour ce rôle n'avait rien de surprenant, car il l'avait déjà incarné dans la chorégraphie de Leonid Jacobson. Mais, après plusieurs essais, Grigorovitch a eu l'idée de réunir les deux grands danseurs sur scène et de les opposer. Le critique anglais Richard Barkl a comparé la performance de Liepa dans ce rôle à celle de Laurence Olivier.
En 1969, il a joué le rôle de Hamlet dans le film-ballet du même nom dans la chorégraphie de Viktor Kamkov sur la musique de Dmitri Chostakovitch.
Il reçoit le Prix Nijinski en 1971.

### Déclin
À partir des années 1970, Liepa multiplie les conflits avec Iouri Grigorovitch qui l'emploie de moins en moins dans ses ballets.
Lors de la tournée de son théâtre en France, en 1978, il ne participe qu'à un seul spectacle.
Au mois de décembre 1978, excédé, Liepa publie un article offensif dans Pravda où il critique ouvertement les principes de gestion du Bolchoï. Après quoi pendant plusieurs années il est mis au placard dans son théâtre.
Pendant cette période creuse Liepa collabore avec la compagnie de ballet de Boris Eifman. En 1981, dans leur spectacle Idiot il interprète Rogozjin et danse, avec Alla Osipenko, dans Les Autographes. Liepa complète également ses études à l'Académie russe des arts du théâtre et obtient le grade de maître de ballet.
En 1983-1985, sur l'invitation spéciale du gouvernement bulgare, il travaille comme directeur artistique à la compagnie de ballet du Théâtre populaire de Sofia où il monte Don Quichotte et La Belle au bois dormant.
Il joue également plusieurs rôles au cinéma et à la télévision.
À la même époque Grigorovitch essaye d'empêcher le tournage du film biographique sur Liepa. L'artiste écrit au ministre de la Culture de l'époque Piotr Demitchev qui lui accorde exceptionnellement une dernière apparition sur scène dans son rôle fétiche dans Spartacus. Cette représentation a eu lieu le 28 mars 1982. Après le spectacle, l'ovation a duré 30 minutes. Court après ça, une commission spécialement convoquée a décrété Liepa inapte à l'exercice de la profession. Il refuse de prendre sa retraite. Finalement, la direction du théâtre négocie son départ, en engageant sa fille Ilze dans le corps de ballet.
Les dernières années de la vie la santé du danseur devient précaire. Il meurt d'une crise cardiaque dans l'ambulance venue le chercher le 26 mars 1989. Il a manqué de peu de prendre la direction de sa propre troupe de ballet dont la formation avait été approuvée au début de la même année par le Mossoviet.
Māris Liepa repose au cimetière Vagankovo.

## Filmographie
- 1959 : Ilze[réf. nécessaire] de Rolands Kalniņš[13] (Riga Film Studio)[14]
- 1965 : Calendrier de Noël de Fahri Mustafaev (TO Telefilm)[15].
- 1969 : Hamlet film-ballet de Sergueï Evlashvili
- 1971 : Tombe de Lion de Valeri Roubintchik[16] (Belarusfilm)
- 1972 : Le Quatrième (Четвёртый) de Aleksandr Stolper : Jack Wheeler
- 1974 : Ton nom film-spectacle de Aleksandr Lapaouri et Youri Saakov (Ekran)
- 1975 : Spartacus[réf. nécessaire] film-ballet de Vadim Derbenev et Iouri Grigorovitch : Crassus (Mosfilm)
- 1976 : Dans le même quartier série-spectacle en 5 épisodes de Vsevolod Chilovskiy (Société centrale de Télévision)
- 1977 : Galatée de Alexandre Belinski (Lenfilm)
- 1977 : Orekh Krakatouk de Leonid Kvinikhidze (Ekran)
- 1978 : Bénéfice film-spectacle de Lioudmila Gourtchenko (Rédaction principale de programmes musicaux)
- 1980 : Le Grand Ballet film-concert de Elena Mikhaïlova.
- 1985 : L'Enfance de Bambi de Natalia Bondartchouk (Gorki Film Studio)
- 1986 : Lermontov de Nikolaï Bourliaïev (Mosfilm) : Nicolas Ier
- 1986 : Mythe de Aïan Chakhmaliev (Lenfilm)
- 1986 : Les Aventures de Sherlock Holmes et du docteur Watson de Igor Maslennikov (Lenfilm)
- 1986 : Enfance de Bambi[réf. nécessaire] de Natalia Bondartchouk (Gorki Film Studio)
- 1987 : Que l'investigation commence de Andrei Bankendorf (Studio Dovjenko)
- 1988 : Route à l'enfer de Nikolaï Zasenev-Rudenko (Studio Dovjenko)
- 1988 : Le Bateau d'Alexandre Ivanov-Sukharevski : Stoll (Mosfilm)